# Mistrzostwa Polski w Boksie 1953
24. Mistrzostwa Polski w boksie mężczyzn odbyły się od 23 do 29 marca 1953 roku w Poznaniu.
Po dwóch latach eksperymentów powrócono do tradycyjnego systemu pucharowego. Startowało 179 zawodników.

## Medaliści
| Kategoria:                        | Złoto:                               | Srebro:                                    | Brąz:                                                                        |
| waga musza (do 51 kg)             | Henryk Kukier (OWKS Lublin)          | Roman Murawski (Gwardia Warszawa)          | Zbigniew Justka (Gwardia Gdańsk) Janusz Liedtke (Budowlani Poznań)           |
| waga kogucia (do 54 kg)           | Zenon Stefaniuk (Gwardia Gdańsk)     | Tadeusz Rozpierski (Gwardia Słupsk)        | Piotr Guzy (Ogniwo Bielsko-Biała) Stanisław Woźniak (CWKS Warszawa)          |
| waga piórkowa (do 57 kg)          | Józef Kruża (CWKS Warszawa)          | Zdzisław Soczewiński (CWKS Warszawa)       | Witold Mocek (Gwardia Poznań) Zdzisław Soczewiński (CWKS Warszawa)           |
| waga lekka (do 60 kg)             | Zygmunt Konarzewski (Gwardia Słupsk) | Wiktor Nowak (Kolejarz Warszawa)           | Mieczysław Frydrych (Gwardia Bielsko-Biała) Mirosław Kęsy (OWKS Lublin)      |
| waga lekkopółśrednia (do 63,5 kg) | Leszek Drogosz (Stal Kielce)         | Leszek Sadowski (Kolejarz Gdańsk)          | Leszek Kudłacik (Gwardia Kraków) Jan Owczarczyk (Kolejarz Opole)             |
| waga półśrednia (do 67 kg)        | Jan Piński (Gwardia Warszawa)        | Stanisław Czajęcki (Ogniwo Kraków)         | Ewald Hecht (ŁTS Łabędy) Zygmunt Świś (Kolejarz Poznań)                      |
| waga lekkośrednia (do 71 kg)      | Leszek Leiss (OWKS Bydgoszcz)        | Wiesław Karpiński (Kolejarz Warszawa)      | Gerard Musiał (Gwardia Kraków) Zbigniew Pietrzykowski (Ogniwo Bielsko-Biała) |
| waga średnia (do 75 kg)           | Zbigniew Piórkowski (CWKS Warszawa)  | Andrzej Wojciechowski (Unia Mała Dąbrówka) | Zdzisław Czapliński (OWKS Lublin) Franciszek Kraus (Gwardia Kraków)          |
| waga półciężka (do 81 kg)         | Tadeusz Grzelak (CWKS Warszawa)      | Kazimierz Biel (Gwardia Kraków)            | Tadeusz Łysiak (Gwardia Słupsk) Leonard Michalak (Gwardia Gdańsk)            |
| waga ciężka (powyżej 81 kg)       | Antoni Gościański (CWKS Warszawa)    | Bogdan Węgrzyniak (Gwardia Gdańsk)         | Józef Drewicz (Gwardia Szczecin) Efrem Wylangowski (OWKS Bydgoszcz)          |